# Alfred von Larisch
Alfred von Larisch (Danzig, 20. listopada 1856. – Obernkirchen, 20. ožujka 1952.) je bio njemački general i vojni zapovjednik. Tijekom Prvog svjetskog rata zapovijedao je 10. pješačkom, 81. pričuvnom i Gardijskom ersatzkom divizijom, te LIV. korpusom na Zapadnom i Istočnom bojištu.

## Vojna karijera
Alfred von Larisch rođen je 20. listopada 1856. u Danzigu. Sin je pruskog generala Karla von Larischa. Larisch je u prusku vojsku stupio kao kadet služeći u 93. pješačkoj pukovniji. Od kolovoza 1883. služi u 1. gardijskoj grenadirskoj pukovniji u Berlinu, tijekom koje službe je u siječnju 1884. promaknut u čin poručnika. Od listopada te iste godine pohađa Prusku vojnu akademiju koju završava u srpnju 1887. nakon čega se vraća u službu u 1. gardijsku grenadirsku pukovniju. U svibnju 1885. unaprijeđen je u čin satnika, te je imenovan zapovjednikom bojne u 1. gardijskoj grenadirskoj pukovniji. U svibnju 1895. promaknut je u čin bojnika, te je premješten u 2. gardijsku diviziju gdje obnaša dužnost pobočnika. 
Na navedenoj dužnosti nalazi se do studenog 1897. kada postaje zapovjednikom bojne u 4. gardijskoj pukovniji.
U svibnju 1901. imenovan je zapovjednikom 7. westfalijske lovačke bojne, dok je u rujnu 1902. promaknut u čin potpukovnika, a u rujnu 1905. u čin pukovnika. Navedenom pukovnijom zapovijeda do veljače 1906. kada postaje zapovjednikom 4. gardijske pukovnije u Berlinu. Istom zapovijeda iduće dvije godine, do travnja 1908., kada je imenovan najprije privremenim, a od kolovoza i stalnim inspektorom lovačkih i streljačkih postrojbi. U siječnju 1910. promaknut je u čin general bojnika, a u travnju 1912. u čin general poručnika. U listopadu te iste 1912. godine imenovan je zapovjednikom prestižne 1. gardijske pješačke divizije zamijenivši na tom mjestu Fritza von Belowa. Navedenom divizijom zapovijeda svega mjesec dana jer je u studenom stavljen na raspolaganje. 

## Prvi svjetski rat
Na početku Prvog svjetskog rata Larisch je reaktiviran, te dobiva zapovjedništvo nad 10. pješačkom divizijom. Navedena divizija nalazila se na Zapadnom bojištu u sastavu 5. armije kojom je zapovijedao prijestolonasljednik Vilim, te Larisch zapovijedajući istom sudjeluje u zauzimanju tvrđave Longwy. Nakon Prve bitke na Marni divizija drži položaje istočno od Verduna gdje se nalazi sve do listopada 1916.
U listopadu 1915. Larisch je premješten na Istočno bojište gdje je imenovan zapovjednikom 81. pričuvne divizije s kojom sudjeluje u borbama oko Pinska i Pripjatskih močvara. Navedenom divizijom zapovijeda do travnja 1916. kada postaje zapovjednikom Gardijske ersatzke divizije. Predmetna divizija nalazila se na Zapadnom bojištu, te zapovijedajući istom sudjeluje u Verdunskoj bitci i nakon toga u borbama u Champagni. U travnju 1917. divizija se ističe u Drugoj bitci na Aisnei nakon čega je Larisch i odlikovan.
Larisch je s Gardijskom ersatzkom divizijom u srpnju 1917. premješten na Istočno bojište gdje divizija ulazi u sastav 8. armije pod zapovjedništvom Oskara von Hutiera. U sastavu navedene armije sudjeluje u zauzimanju Rige. Nakon navedene uspješne operacije Larisch je ponovno premješten na Zapadno bojište gdje divizija drži položaje oko Verduna.
U siječnju 1918. Larisch postaje zapovjednikom LIV. korpusa. Zapovijedajući navedenim korpusom sudjeluje u Trećoj bitci na Aisnei nakon koje je u lipnju promaknut u čin generala pješaštva, te 25. kolovoza 1918. odlikovan ordenom Pour le Mérite. Do kraja rata s LIV. korpusom bio je u defenzivi braneći njemačke položaje najprije Hindenburgovoj, te potom na Hermannovoj liniji.

## Poslije rata
Po završetku rata Larisch je 18. siječnja 1919. umirovljen. Preminuo je 20. ožujka 1952. godine u 96. godini života u Obernkirchenu. 

## Vanjske poveznice
(eng.) Alfred von Larisch na stranici Prussianmachine.com

(njem.) Alfred von Larisch na stranici Deutschland14-18.de  Arhivirana inačica izvorne stranice od 20. lipnja 2016. (Wayback Machine)